# Clypeodytes flexuosus
Clypeodytes flexuosus är en skalbaggsart som beskrevs av Olof Biström 1988. Clypeodytes flexuosus ingår i släktet Clypeodytes och familjen dykare. Inga underarter finns listade i Catalogue of Life.